# Григорије Антиохијски
Блажени Григорије је хришћански светитељ. Био је патријарх Антиохијски. По народности је био Јерменин. Био је игуман манастира Фарана, под гором Синајском. Када је блажени Анастасије Синаит прогнан са престола, он је и преко своје воље постављен за патријарха Антиохијског. О њему пише и блажени Софроније патријарх у своме Лимонару врло похвално. Григорије се одликовао нарочито великим милосрђем, посебно према грешницима. Преминуо је мирно 593. године.
Српска православна црква слави га 20. априла по црквеном, а 3. маја по грегоријанском календару.